# Чемпионат СССР по дзюдо 1986
13-й Чемпионат СССР по дзюдо прошёл в Москве 18-21 сентября 1986 года.

## Медалисты
| Весовая категория           | Золото                     | Серебро                   | Бронза                                            |
| --------------------------- | -------------------------- | ------------------------- | ------------------------------------------------- |
| Наилегчайший вес (до 60 кг) | Фанави Зекрин Челябинск    | Анатолий Сучков Куйбышев  | Антон Новиков Ленинград Андрей Юшин Пермь         |
| Полулёгкий вес (до 65 кг)   | Фируз Маргиани Одесса      | Шамси Киромов Душанбе     | Джони Липаридзе Бельцы Игорь Глывук Железногорск  |
| Лёгкий вес (до 71 кг)       | Георгий Тенадзе Тбилиси    | Игорь Шкарин Брежнев      | Сергей Горичев Челябинск Бато Джикури Тбилиси     |
| Полусредний вес (до 78 кг)  | Башир Вараев Грозный       | Шота Хабарели Тбилиси     | Андрей Воробьёв Курск Виталий Будюкин Москва      |
| Средний вес (до 86 кг)      | Виталий Песняк Минск       | Александр Сивцев Курск    | Джемал Мчедлишвили Тбилиси Вадим Войнов Рига      |
| Полутяжёлый вес (до 95 кг)  | Коба Куртанидзе Гори       | Юрий Паршин Москва        | Валерий Дивисенко Брянск Александр Воробьёв Минск |
| Тяжёлый вес (свыше 95 кг)   | Григорий Веричев Челябинск | Сергей Косоротов Куйбышев | Александр Шуров Курск Хабиль Бикташев Куйбышев    |
| Абсолютная категория        | Григорий Веричев Челябинск | Александр Шуров Курск     | Сергей Косоротов Куйбышев                         |